# Giro dell'Umbria 1931
Il Giro dell'Umbria 1931, dodicesima edizione della corsa, si svolse l'8 novembre 1931 su un percorso di 245 km con partenza e arrivo a Perugia. Fu vinto dall'italiano Ettore Meini, che completò il percorso in 8h03'30" precedendo in volata ristretta i connazionali Attilio Pavesi e Ascanio Arcangeli. Conclusero la prova 14 ciclisti.
Organizzato dal Veloce Club Perugino, era riservato a indipendenti e dilettanti.

## Ordine d'arrivo (Top 10)
| Pos. | Corridore          | Squadra       | Tempo      |
| ---- | ------------------ | ------------- | ---------- |
| 1    | Ettore Meini       | C.S. Firenze  | 8h03'30"   |
| 2    | Attilio Pavesi     | Italia        | s.t.       |
| 3    | Ascanio Arcangeli  | V.C. Perugino | a 10 metri |
| 4    | Adolfo Bordoni     | V.C. Foligno  | a 4'10"    |
| 5    | Mario Cipriani     | A.C. Pratese  | a 12'30"   |
| 6    | Umberto Guarducci  | V.C. Perugino | s.t.       |
| 7    | Severino Pieralisi | -             | s.t.       |
| 8    | Secondo Tortolini  | A.S. Roma     | a 14'30"   |
| 9    | Tullio D'Achille   | Fiamme Nere   | a 16'00"   |
| 10   | Umberto Ricci      | U.S. Romana   | a 16'55"   |